# 리 존히
리 존히(일본어: 李 正姫, 한자음: 이정희, ? ~)는 일본의 각본가로, 목요 미스터리 외 작품을 담당했다.

## 학력
- 호세이 대학 문학부 영문학과